# Kaczalinskaja
Kaczalinskaja (ros. Качалинская) – stanica w Rosji, w obwodzie wołgogradzkim, w rejonie iłowlińskim. W 2010 liczyła 442 mieszkańców.